# Al-Barakat
Al-Barakat oder al-Barakaat (arabisch für „der Gesegnete“) ist eine 1986 gegründete Unternehmensgruppe in Somalia. Mit Stand 2001 war al-Barakat insgesamt in 40 Ländern aktiv und das größte Unternehmen in Somalia; es war hauptsächlich im Geldtransfer- und Bankgeschäft, aber auch in der Telekommunikation tätig und investierte in Landwirtschaftsprojekte, Bauwesen und Krankenhäuser. Jährlich wurden über al-Barakat bis zu 140 Mio. US-Dollar nach Somalia überwiesen.
Eigentümer des Unternehmens ist Ahmed Nur Ali Jimale, als Direktor fungierte Abdullahi Hussein Kahie.
2001 ließen die USA das Übersee-Geldüberweisungsgeschäft von al-Barakat schließen, da sie dem Unternehmen vorwarfen, mit der islamistischen Gruppierung al-Ittihad al-Islami in Verbindung zu stehen und Geldtransfers für Terroristen getätigt zu haben.

## Geschichte
Seinen Durchbruch erfuhr das nach dem informellen Hawala-System funktionierende Geldüberweisungsgeschäft von al-Barakat nach 1991, als infolge des somalischen Bürgerkrieges auch das reguläre Bankenwesen zusammenbrach. Hawala wurde damit zur einzigen Möglichkeit für im Ausland lebende Somalier, Geld an Verwandte in Somalia zu überweisen. Diese Rücküberweisungen sind für die Wirtschaft Somalias von erheblicher Bedeutung, viele Somalier sind auf sie angewiesen. Al-Barakat erlangte eine dominierende Stellung in diesem Bereich.

### Terrorfinanzierungsvorwürfe
Nach den Terroranschlägen am 11. September 2001 geriet al-Barakat von Seiten der USA in Verdacht, mit der islamistischen Organisation al-Ittihad al-Islami in Verbindung zu stehen und Geldtransfers für Terroristen getätigt zu haben. Konkret sollen Geldüberweisungen über die Dienste des Unternehmens an Terroristen nicht verhindert worden sein. Im November 2001 erzwangen die USA deshalb die Schließung des Übersee-Geldüberweisungsgeschäfts, obschon die Beweislage für die Vorwürfe spärlich war. Dies hatte zunächst schwerwiegende Folgen für die somalische Wirtschaft und für auf Überweisungen angewiesene Somalier. Andere Anbieter füllten die entstandene Marktlücke bald.
Im Zusammenhang mit al-Barakat wurden zwei Personen in Guantánamo inhaftiert. Der Kasache Ilkham Turdbyavich Batayev war bis zu seiner Entlassung 2006 vier Jahre lang in Haft, unter anderem weil er als „Kassierer“ in einer al-Barakat-Filiale in Usbekistan gearbeitet hatte. Der bis 2009 inhaftierte Somalier Mohammed Sulaymon Barre hatte in einem pakistanischen Flüchtlingslager gelebt und für das Hawala-Unternehmen Dahabshiil gearbeitet, dem Verbindungen zu al-Barakat attestiert worden waren. Barre hatte sich die Freilassung durch ein Habeas Corpus erstritten.
2006 ließen die USA die Terrorfinanzierungsvorwürfe gegen al-Barakat fallen, allerdings waren zu diesem Zeitpunkt noch über 9 Mio. US-Dollar des Unternehmens in den USA blockiert. Erst vierzehn Jahre später, am 12. Februar 2020, strichen die USA die Unternehmensgruppe von ihrer Liste wirtschaftlich sanktionierter Auslandsfirmen.
Mit Wirkung vom 22. Oktober 2009 ließ das UN-Sanktionskomitee al-Barakat von seiner consolidated list streichen, Tausende Somalier sollten ausstehende blockierte Zahlungen erhalten.

### Nachfolgeunternehmen
Nachdem Al-Barakat geschäftsunfähig gemacht wurde, wurde das Unternehmen liquidiert und sein Besitz an eine Gruppe an Unternehmern verkauft. Diese gründeten das Unternehmen Hormuud, das in der Folge das größte Telekommunikationsunternehmen Somalias wurde. Die Monitoring Group for Somalia and Eritrea (MG) der Vereinten Nationen erhob 2011 den Vorwurf, dass unter den 3.000 Aktionären Hormuuds der Gründer Al-Barakats, Ahmed Nur Ali Jimale, sei, und die Neugründung dem Zweck der Umgehen von Sanktionen diene. Das UN-Sicherheitskommittee folgte dieser Ansicht.
Vorwürfe, dass Hormuud mit der Terrormiliz al-Shabaab in Verbindung steht, konnten bislang nicht nachgewiesen werden. Hormuud Telecom erhebt den Vorwurf, dass das kenianische Militär seine Funkmasten im Süden Somalias wiederholt zerstört habe. Grund hierfür könnte sein, dass Kenia versucht, Anschläge Al-Shabaabs über Funksender und die Überweisung von Geld an die Terrorgruppe zu unterbinden. Auch Al-Shabaab hatte dem Unternehmen 2010 befohlen, sein Netz abzuschalten.